# ميرتشا لوتشيسكو

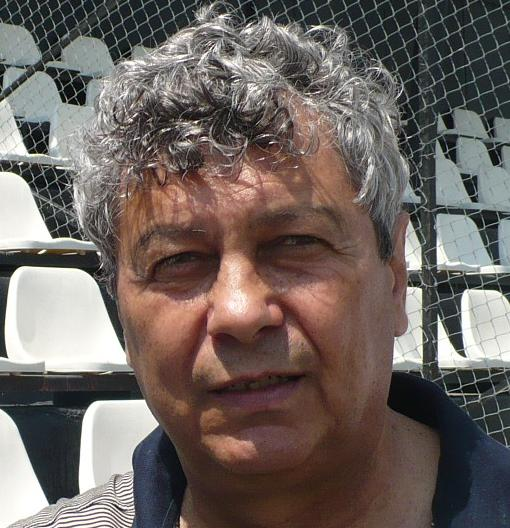
ميرتشا لوتشيسكو.

ميرتشا لوتشيسكو (بالرومانية: Mircea Lucescu)‏ (بالرومانية: Mircea Lucescu)، من مواليد 29 يوليو 1945 في بوخارست في رومانيا، وهو لاعب كرة قدم روماني سابق، ومدرب كرة قدم روماني حالي، ويدرب حالياً نادي دينامو كييف الأوكراني.

## مسيرته الكروية
بدأ ميرتشا لوتشيسكو بلعب كرة القدم في عام 1963 مع نادي دينامو بوخارست، حيث شارك في 3 مباريات ولم يسجل أي هدف، وفي موسم 1965/1966 لعب مع نادي ستنينتا بوخارست، ولم يشارك في أي مباراة معهم، وانتقل في موسم 1966/1967 إلى نادي بوليتكنيكا بوخارست، وفي عام 1967 عاد إلى نادي دينامو بوخارست الروماني، ولعب معهم لمدة 10 مواسم، وشارك خلالها في 247 مباراة بوخارست، وفي عام 1977 انتقل إلى نادي كورفينوال هونيدوارا، لعب معهم 50 مباراة وسجل 9 أهداف، وقد لعب ميرتشا لوتشيسكو 74 مباراة مع منتخب رومانيا لكرة القدم وسجل 9 أهداف.

## مسيرته التدريبية
قام ميرتشا لوتشيسكو بالتدريب عندما كان لاعباً مع نادي كورفينوال هونيدوارا في موسم 1979/1980، وفي عام 1981 قام بتدريب منتخب رومانيا لكرة القدم، وفي عام 1985 قام بتدريب نادي دينامو بوخارست حتى عام 1990، وفي موسم 1990/1991 انتقل إلى إيطاليا لتدريب نادي بيزا، وفي عام 1991 قام بتدريب نادي بريشا الإيطالي حتى عام 1996، وفي موسم 1996/1997 درب نادي ريدجانا، وفي موسم 1997/1998 درب نادي رابيد بوخارست، وفي عام 1999 قام بتدريب نادي إنتر ميلان الإيطالي، وعاد إلى تدريب نادي رابيد بوخارست مرة أخرى في موسم 1999/2000، وفي عام 2000 قام بتدريب نادي غلطة سراي التركي، وفي عام 2002 انتقل إلى تدريب نادي بيشكتاش التركي، ودربهم حتى عام 2004، ومنذ عام 2004 وهو يدرب نادي دينامو كييف الأوكراني.

## روابط خارجية
- ميرتشا لوتشيسكو على موقع الاتحاد الدولي (مؤرشف)  (الإنجليزية)
- ميرتشا لوتشيسكو على موقع الاتحاد الأوربي (الإنجليزية)
- ميرتشا لوتشيسكو على موقع اتحاد تركيا (مدرب) (الإنجليزية)
- ميرتشا لوتشيسكو على موقع قاعدة بيانات كرة القدم.إي يو (الإنجليزية)
- ميرتشا لوتشيسكو على موقع ليكيب (الفرنسية)
- ميرتشا لوتشيسكو على موقع ناشيونال فوتبول تيمز (الإنجليزية)
- ميرتشا لوتشيسكو على موقع Soccerbase.com (مدرب) (الإنجليزية)
- ميرتشا لوتشيسكو على موقع Soccerway.com (الإنجليزية)
- ميرتشا لوتشيسكو على موقع عالم كرة القدم.نت (الإنجليزية)
- ميرتشا لوتشيسكو على موقع كووورة